# Michael Strandquist
Michael Strandquist (født 24. september 1972 i Aalborg) er en tidligere dansk professionel fodboldspiller, hvis primære position på banen var i forsvaret og sekundært på den defensive midtbane.

## Spillerkarriere
Den defensivt orienterede spiller har tidligere repræsenteret Vejgaard Boldspilklub i Danmarksserien før han skiftede til Jetsmark Idrætsforening og dernæst spillede en halv sæson hos Idrætsklubben Chang Aalborg i den tredjebedste række.
Strandquist kom til 1. divisionsklubben Randers Freja FC i foråret 2001 efter at have spillet for Aalborg Chang i efteråret 2000. Efter et år hos Randers stoppede midterforsvareren med afslutningen af efterårssæsonen 2001. Forsvarsspilleren vendte ved årsskiftet 2001/2002 på ny tilbage til sine nordjyske rødder og den daværende cheftræner Ole Nielsen i 2. divisionsklubben Aalborg Chang på en to-årig aftale. Aalborg Changs førstehold havde i mellemtiden foretaget et navneskifte til FC Nordjylland efter etableringen af en professionel fodboldafdeling. Han var således med på holdet, der vandt 2. division med 13 point ned til Nykøbing Falster Alliancen på andenpladsen og sørgede for oprykningen til den næstbedste række.
I sommerpausen 2003 flyttede han til København og blev i denne forbindelse hentet til den nyoprykkede 1. divisionsklub Fremad Amager af den daværende cheftræner Michele Guarini, hvor han underskrev en et-årig kontrakt. En kontrakt, der sidenhen blev forlænget i to omgange begge med et enkelt år af gangen. Han debuterede for amagerkanerne den 30. juli 2003 mod Taastrup FC i DBUs Landspokalturnering, hvor han spillede de første 67 minutter før han blev udskiftet med Bilal Yassine. Hans sidste kamp for Sundby-klubben i 1. division blev spillet den 18. juni 2006 på udebane mod Herfølge Boldklub. Strandquist valgte, efter spillerkontraktens udløb, at gå over til en status som amatør hos Fremad Amager efter en gensidig aftale med klubben og spillede dernæst fortrinsvist på klubbens andethold i serierne under Københavns Boldspil-Union. På trods af at han var fast mand i alle sine tre sæsoner med klubben og nåede samlet at spille 78 kampe (ingen scoringer), døjede han også med skader, der gjorde ham ukampdygtig i perioder. Hans fuldstændige karrierestop skete kort tid efter.
I 2007 spillede han en overgang på KB/FCK's Old Boys-hold.